# Barrow (Suffolk)
Pour les articles homonymes, voir Barrow.
Barrow est un village et une paroisse civile du Suffolk, en Angleterre.